# Elena Huelva
Elena Huelva Palomo (* 21. Mai 2002 in Sevilla; † 3. Januar 2023 ebenda) war eine spanische Influencerin und Aktivistin im Kampf gegen das Ewing-Sarkom. In sozialen Netzwerken teilte sie ihre Erfahrungen mit der Krebserkrankung.

## Biografie
Elena Huelva wurde 2002 in Sevilla als zweite Tochter von Manuel Huelva und Emilia Palomo geboren. Im Jahr 2019, im Alter von 16 Jahren, wurde bei ihr das Ewing-Sarkom diagnostiziert, eine bösartige Tumorerkrankung, die vor allem Knochengewebe befällt. Ab diesem Zeitpunkt veröffentlichte sie in sozialen Netzwerken täglich Informationen über die Erkrankung sowie ihren Alltag mit der Krankheit. Sie hatte mehr als zwei Millionen Follower auf Instagram.
Im Jahr 2022 schrieb sie das Buch „Mis ganas ganan. Nadie nos ha prometido un mañana, vive el presente“ (deutsch „Meine Wünsche gewinnen. Niemand hat uns ein Morgen versprochen, lebe in der Gegenwart“), in dem sie von ihren Erfahrungen mit der Krankheit berichtete.
Ab 2019 arbeitete sie mit mehreren gemeinnützigen Organisationen zusammen. Im Dezember 2022 entwarf sie ein Kopftuch mit dem Slogan Mis ganas ganan (deutsch Meine Wünsche gewinnen) für die Spielzeugpuppe „Baby Pelón“, die von der Juegaterapia Foundation verkauft wird, um Spenden für die Ewing-Sarkom-Forschung zu sammeln. Die Spenden fließen in ein Forschungsstipendium.
Elena Huelva starb nach einer Verschlimmerung ihrer Krankheit am 3. Januar 2023 im Alter von 20 Jahren. Ihr Tod löste eine Welle von Reaktionen in den sozialen Netzwerken aus, darunter Beileidsbekundungen von Persönlichkeiten des öffentlichen Lebens, darunter auch der Präsident der andalusischen Regierung Juanma Moreno. Einen Tag nach ihrem Tod wurde eine Gedenkfeier organisiert, an der Persönlichkeiten des öffentlichen Lebens wie die Fernsehmoderatorin Sara Carbonero oder der Filmemacher Alberto Rodríguez Librero teilnahmen.